# Pie and mash

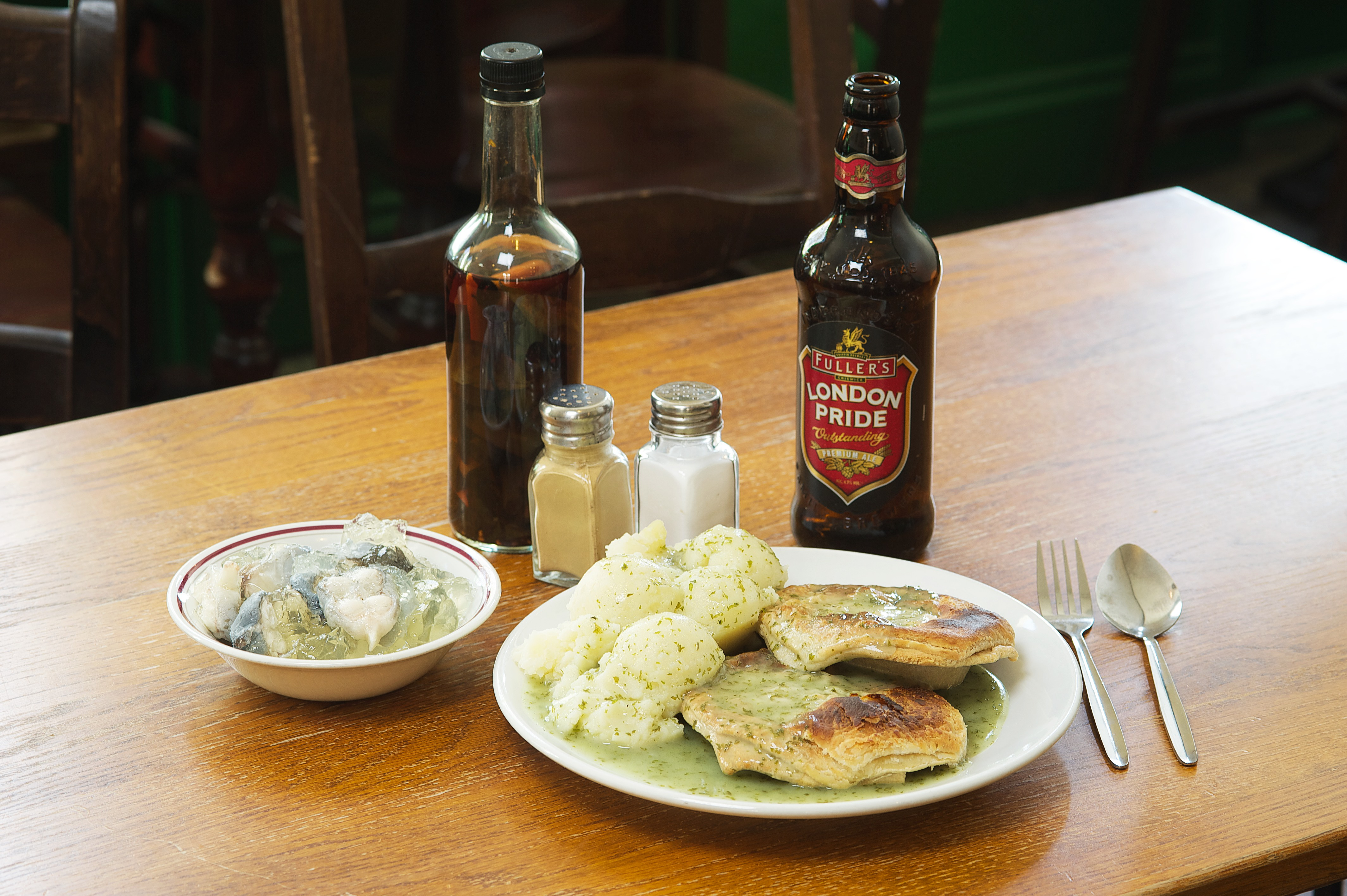
Pie and mash

Pie and mash is een gerecht uit Londen. Pie and mash verscheen in de 19e eeuw en was goedkoop voedsel voor de arbeidersklasse. Tijdens de Industriële Revolutie in het Verenigd Koninkrijk werd paling in de pie verwerkt. Paling was een vis die in de vervuilde Theems en andere rivieren kon overleven. Op de vismarkt van Billingsgate werd veel paling door Nederlandse vissers aangeleverd. Hierdoor was paling een goedkope vis. De pie werd met aardappelpuree en een saus gemaakt van het water waar de paling in was gekookt geserveerd. De goedkope ingrediënten maakten pie and mash populair onder de arbeiders.
Na de Tweede Wereldoorlog werd rundergehakt goedkoper en verving de paling als hoofdingrediënt van de pie.